# 아우구스트 빌헬름 폰 호프만

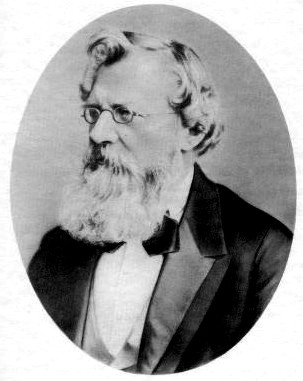

아우구스트 빌헬름 폰 호프만(August Wilhelm von Hofmann, 1818년 4월 8일 ~ 1892년 5월 5일)은 독일의 화학자이다.
기센에서 태어나 기센 대학교에 입학하여 법률 공부를 했으나, 유스투스 폰 리비히의 영향을 받아 화학으로 전향했다. 리비히의 조수로 있으면서 아닐린 연구를 시작했다. 1845년 영국으로 초청되어 재영 중에 타르 속에서 벤젠을 추출, 값싼 벤젠을 얻게 되었다. 다음에는 벤젠으로부터 아닐린을 합성하고, 1865년에 귀국했다. 그 뒤 독일에서는 그의 업적을 바탕으로 콜타르 염료 공업이 발전했다. 독일 화학회 초대 회장. 또 화학자들의 훌륭한 전기를 쓴 것으로도 유명하다.
p-Phenylenediamine에 의한 염색법을 발견했다.
그의 제자 퍼킨은 최초로 합성 염료를 개발했다.